# NCT WISH
NCT WISH（エヌシーティー・ウィッシュ、朝: 엔시티 위시）は、韓国のボーイズグループ・NCTの派生ユニット。SMエンタテインメント所属。

## 概要
SMエンタテインメントのボーイズグループ・NCTの最後のユニットとして誕生した6人組ボーイズグループ。日本人4人、韓国人2人の計6人で構成されており、事務所の大先輩であるBoAがプロデューサーを務めている。
リアリティ番組『NCT Universe: LASTART』を通じて結成され、プレデビュー期間には「NCT NEW TEAM」というユニット名で活動していた。
グループ名「NCT WISH」には「WISH for Our WISH」というキャッチフレーズの下「音楽と愛でみんなの願いや夢を応援する」という思いが込められている。

## 来歴
2023年
- 2月24日、SMエンタテインメントは、NCTの新ユニットである「NCT東京（仮）[注 2]」がデビューすることを明らかにした。また、NCT東京を最後に "無限拡張" を終了し、グループを恒久的に5つのサブユニットに固定すると発表した[4]。
- 5月24日、SMエンタテインメントのチャン・チョルヒョク代表より「SM 3.0: NEW IP 2023」が公開され、新グループのIP戦略を発表。「プレデビューリアリティショーを通じて選抜された練習生と、SMルーキーズで構成されること」「日本人メンバーの割合を増やすこと」などがアナウンスされた[5]。
- 6月28日、シオンとユウシがSMルーキーズとして公開された[6]。
- 6月30日、プレデビューリアリティ番組の放送が予告された[7]。また、本番組に出演する練習生として、リク・リョウ（7月10日公開）、ジョンミン（12日）、サクヤ（14日）が、順に公開された[8][9][10]。
- 7月26日より、プレデビューリアリティ番組『NCT Universe: LASTART』が、日本テレビにて放送開始[11]。8月17日には、デヨン[注 3]が練習生として追加されることが発表された[13]。
- 9月7日、シオン・リク・ユウシ・ジョンミン・デヨン・リョウ・サクヤの7人のデビューメンバーが決定した[14]。
- 9月9日より、大阪・東京にて開催されたNCTのスタジアム公演「NCT STADIUM LIVE 'NCT NATION : To The World-in JAPAN'」にオープニングアクトとして出演し、プレデビュー曲「Hands Up」を披露[15][16]。
- 9月26日、シオンとユウシが、SMルーキーズからの卒業を発表[17][18]。
- 10月2日、ジョンミンが健康上の理由により、グループに合流しないことが発表された[19]。
- 10月4日、公式インスタグラムを開設[20]。
- 10月8日、NCT NEW TEAM名義で、プレデビューシングル「Hands Up」をデジタルリリース[21]。
- 10月8日より、プレデビューイベント「NCT Universe: LASTART PRE-DEBUT TOUR」を全国9都市24公演にて開催[22][23][24]。
- 10月23日、ファンコミュニティプラットフォーム「Weverse」に参加[25]。

2024年
- 1月18日、ユニット名「NCT WISH」が発表され、デヨンの活動名がジェヒに変更された[12]。
- 1月29日、新曲「NASA」のパフォーマンスビデオを公開[26]。
- 1月31日、BoAがNCT WISHのプロデューサーに就任したことが発表された[2]。
- 2月16日、公式LINEアカウントを開設[27]。
- 2月21日、東京ドームにて開催された「SMTOWN LIVE 2024 SMCU PALACE @TOKYO」で、デビュー曲「WISH」のステージを初公開し、正式にデビュー[28]。
- 2月28日、デビューシングル「WISH」を韓国語と日本語の2つのバージョンでリリース[29]。3月4日には、韓国でもCDをリリースし、ショーケースを開催[30][注 4]。また、3月12日には、SBS M『THE SHOW』で、グループ初の音楽番組1位を獲得した[31]。
- 5月24日より、韓国5都市を巡るファンミーティングツアー「NCT WISH : SCHOOL of WISH」を開催[32]。
- 6月26日、2ndシングル「Songbird」をリリース[33]。7月1日には、韓国語盤もリリースされた[34][注 5]。
- 9月24日、韓国1stミニアルバム『Steady』をリリース。また同日、ショーケースを開催[35]。
- 10月3日より、レギュラーラジオ『NCT WISHのCHAT WITH WISH!』をAuDee CONNECTにてスタート[36]。
- 10月15日、テレビアニメ『ポケットモンスター テラスタルデビュー』韓国版エンディングテーマとして、デジタルシングル「Make You Shine」をリリース[37]。
- 10月22日、リクが休養のため活動休止を発表。11月から始まるアジアツアーの日本公演には参加しないことが明かされた[38]。
- 11月3日より、グループ初のアジアツアー「2024-25 NCT WISH ASIA TOUR LOG in」をスタート[39]。11月から12月にかけて、6都市12公演にわたる日本ツアー「2024 NCT WISH ASIA TOUR LOG in JAPAN」を開催し[40][41]、来年3月以降にアジア8ヶ国を訪問する予定である[42]。
- 12月10日、韓国1stミニアルバムのタイトル曲「Steady」リミックスバージョンが収録されたデジタルシングル「iScreaM Vol. 34 : Steady Remix」をリリース[43]。
- 12月25日、日本1stアルバム『WISHFUL』をリリース[44]。

2025年
- 1月22日、SUPER JUNIORのヒット曲「Miracle」をカバーしたデジタルシングル「Miracle」をリリース。本シングルは、SMエンタテインメント創立30周年記念アルバム『2025 SMTOWN : THE CULTURE, THE FUTURE』に収録されている[45]。
- 2月3日、2024年より活動を休止していたリクが、活動再開を発表。3月にスタートするアジアツアー、および上半期にリリース予定のアルバム制作とその関連活動に参加することが明らかにされた[注 6]。
- 4月14日、韓国2ndミニアルバム『poppop』をリリース[48]。
- 4月29日、ファンコミュニティプラットフォーム「bubble」に参加[49]。
- 9月1日、韓国3rdミニアルバム『COLOR』をリリース予定。

## メンバー
| 画像 | 名前                 | 本名            | 本名            | 本名      | 本名            | 生年月日               | 血液型 | 出生地      | 出身地                | ポジション                    |
| 画像 | 名前                 | 仮名            | ハングル        | 漢字      | 英字            | 生年月日               | 血液型 | 出生地      | 出身地                | ポジション                    |
| ---- | -------------------- | --------------- | --------------- | --------- | --------------- | ---------------------- | ------ | ----------- | --------------------- | ----------------------------- |
|      | シオン SION 시온     | オ・シオン      | 오시온          | 吳是溫    | Oh Sion         | 2002年5月11日（23歳）  | O型    | -           | 韓国 全羅南道木浦市   | リーダー リードボーカル       |
|      | リク RIKU 리쿠       | まえだ りく     | 마에다 리쿠     | 前田 陸   | Maeda Riku      | 2003年6月28日（22歳）  | AB型   | -           | 日本 福井県           | メインラッパー                |
|      | ユウシ YUSHI 유우시  | とくのう ゆうし | 토쿠노 유우시   | 得能 勇志 | Tokuno Yushi    | 2004年4月5日（21歳）   | A型    | -           | 日本 東京都           | メインダンサー リードボーカル |
|      | ジェヒ JAEHEE 재희   | キム・デヨン    | 김대영          | 金垈永    | Kim Daeyoung    | 2005年6月21日（20歳）  | O型    | -           | 韓国 大邱広域市達西区 | メインボーカル                |
|      | リョウ RYO 료        | ひろせ りょう   | 히로세 료       | 廣瀬 遼   | Hirose Ryo      | 2007年8月4日（18歳）   | A型    | -           | 日本 京都府           | リードボーカル                |
|      | サクヤ SAKUYA 사쿠야 | ふじなが さくや | 후지나가 사쿠야 | 藤永 咲哉 | Fujinaga Sakuya | 2007年11月18日（17歳） | AB型   | 日本 石川県 | 日本 埼玉県           | リードラッパー                |

## 出演

### テレビ番組
| 放送日   | 番組名                                         | 放送局     | 備考                         | 出典   |
| 2023年   | 2023年                                         | 2023年     | 2023年                       | 2023年 |
| -------- | ---------------------------------------------- | ---------- | ---------------------------- | ------ |
| 11月10日 | カミオト夜                                     | 読売テレビ |                              | [ 50 ] |
| 11月15日 | ヒルナンデス!                                  | 日本テレビ | シオン・リク                 | [ 51 ] |
| 2024年   |                                                |            |                              |        |
| 2月24日  | Venue101                                       | NHK総合    | 「WISH (Japanese Ver.)」     | [ 52 ] |
| 3月2日   | バズリズム02                                   | 日本テレビ | 「WISH (Japanese Ver.)」     | [ 53 ] |
| 3月3日   | 超音波#                                        | テレビ東京 | 「WISH (Japanese Ver.)」     | [ 54 ] |
| 3月8日   | めざましテレビ                                 | フジテレビ | インタビュー出演             | [ 55 ] |
| 3月19日  | あのちゃんの電電電波♪                          | テレビ東京 | 「WISH (Japanese Ver.)」     | [ 56 ] |
| 6月23日  | K-POP HOUSE                                    | フジテレビ |                              | [ 57 ] |
| 6月30日  | K-POP HOUSE                                    | フジテレビ |                              | [ 57 ] |
| 6月24日  | CDTVライブ!ライブ!                             | TBS        | 「Songbird (Japanese Ver.)」 | [ 58 ] |
| 6月26日  | ヒルナンデス!                                  | 日本テレビ | シオン・リョウ・サクヤ       | [ 59 ] |
| 6月29日  | 超音波#                                        | テレビ東京 | 「Songbird (Japanese Ver.)」 | [ 60 ] |
| 6月29日  | Venue101                                       | NHK総合    | 「Songbird (Japanese Ver.)」 | [ 61 ] |
| 7月5日   | バズリズム02                                   | 日本テレビ | 「Songbird (Japanese Ver.)」 | [ 62 ] |
| 12月13日 | バズリズム02                                   | 日本テレビ | 「Wishful Winter」           | [ 63 ] |
| 12月31日 | CDTVライブ!ライブ! 年越しスペシャル! 2024→2025 | TBS        | 「Wishful Winter」           | [ 64 ] |

### ラジオ番組
- 『interfm NCT WISH Special WISH FOR YOU!』- interfm（2024年3月、全4回）[65]
- 『AuDee CONNECT NCT WISHのCHAT WITH WISH!』- TOKYO FM/JFNC（毎週木曜 26:00 - 26:30、2024年10月3日 - ）[36]

### 雑誌
- DAZED KOREA 2月号（2024年）[66]
- Singles KOREA 3月号（2024年）[67]
- marie claire 4月号（2024年）[68]
- NYLON JAPAN 7月号（2024年）[69]
- ELLE KOREA 7月号（2024年）[70]
- non-no 9月号（2024年）[71]
- Allure Korea 10月号（2024年）[72]

### 広告
| 年              | メーカー                  | 部門                 | 備考                             | 参考   |
| --------------- | ------------------------- | -------------------- | -------------------------------- | ------ |
| 2023年          | コージー本舗              | 化粧品               | 日本                             | [ 73 ] |
| 2024年          | セブン‐イレブン・ジャパン | コンビニエンスストア | デジタルキャンペーンアンバサダー | [ 74 ] |
| 2024年          | Allure Korea              | 雑誌                 | イベントアンバサダー             | [ 75 ] |
| 2024年          | パリバゲット              | 食品                 | ブランドキャンペーンモデル       | [ 76 ] |
| 2025年          | numbuzin                  | スキンケア化粧品     | ブランドモデル                   | [ 77 ] |
| メガMGCコーヒー | コーヒーチェーン          | ブランドモデル       | [ 78 ]                           |        |
| ABCマート       | アパレル                  | ブランドモデル       | [ 79 ]                           |        |
| CipiCipi        | 化粧品                    | ブランドアンバサダー | [ 80 ]                           |        |

#### 広報大使
- Mクリーンキャンペーン広報大使（2024年）- シオン・リク[81]
- 第15回光州ビエンナーレ広報大使（2024年）[82]
- ALLURE K-BEAUTY FAIR in TOKYO アンバサダー（2024年）[83]

## 公演

### ショーケース
| 開催日        | タイトル                   | 会場                                          |
| ------------- | -------------------------- | --------------------------------------------- |
| 2024年3月4日  | NCT WISH's WISHLIST        | 【ソウル】ブルースクエア マスターカードホール |
| 2024年9月24日 | NCT WISH - Let's go Steady | 【ソウル】ブルースクエア マスターカードホール |

### 参加公演
| 開催日   | 開催日   | イベント名                                                       | 開催国             | 開催地                                 | 参考     |
| 2023年   | 2023年   | 2023年                                                           | 2023年             | 2023年                                 | 2023年   |
| -------- | -------- | ---------------------------------------------------------------- | ------------------ | -------------------------------------- | -------- |
| 11月     | 22日     | MTV VMAJ 2023 Pre-Show                                           | 日本の旗           | ぴあアリーナMM                         | [ 84 ]   |
| 11月     | 23日     | MTV VMAJ 2023 -THE LIVE-                                         | 日本の旗           | Kアリーナ横浜                          | [ 85 ]   |
| 2024年   |          |                                                                  |                    |                                        |          |
| 2月      | 21日     | SMTOWN LIVE 2024 SMCU PALACE @TOKYO                              | 日本の旗           | 東京ドーム                             | [ 86 ]   |
| 2月      | 22日     | SMTOWN LIVE 2024 SMCU PALACE @TOKYO                              | 日本の旗           | 東京ドーム                             | [ 86 ]   |
| 3月20日  | 3月20日  | KOREA 旅 FESTIVAL 2024 韓国への一歩                              | 日本の旗           | 福岡市役所前ふれあい広場               | [ 87 ]   |
| 4月      | 10日     | ASIA STAR ENTERTAINER AWARDS 2024                                | 日本の旗           | Kアリーナ横浜                          | [ 88 ]   |
| 4月      | 20日     | SMTOWN FIREWORKS 2024@HUIS TEN BOSCH                             | 日本の旗           | ハウステンボス                         | [ 89 ]   |
| 4月      | 21日     | UTO FEST 2024                                                    | 日本の旗           | マリンメッセ福岡A館                    | [ 90 ]   |
| 5月      | 3日      | Rakuten GirlsAward 2024 SPRING/SUMMER                            | 日本の旗           | 国立代々木競技場第一体育館             | [ 91 ]   |
| 5月      | 12日     | KCON JAPAN 2024                                                  | 日本の旗           | 幕張メッセ                             | [ 92 ]   |
| 5月      | 18日     | IKONYX CONCERT                                                   | タイ王国の旗       | サンダードーム・スタジアム             | [ 93 ]   |
| 6月30日  | 6月30日  | 2024 Show! Music Core in JAPAN                                   | 日本の旗           | ベルーナドーム                         | [ 94 ]   |
| 7月      | 19日     | Tencent Music Entertainment Awards 2024                          | マカオの旗         | ギャラクシー・アリーナ                 | [ 95 ]   |
| 7月      | 21日     | SBS歌謡大典 Summer                                               | 大韓民国の旗       | インスパイア・アリーナ                 | [ 96 ]   |
| 7月      | 22日     | お台場冒険王2024 ～人気者にアイ♡LAND～ めざましライブ            | 日本の旗           | 「冒険ランド」内スタジアム             | [ 97 ]   |
| 8月      | 1日      | THE STAR NEXTAGE                                                 | 日本の旗           | 東京ガーデンシアター                   | [ 98 ]   |
| 8月      | 2日      | THE STAR NEXTAGE                                                 | 日本の旗           | 東京ガーデンシアター                   | [ 98 ]   |
| 8月      | 10日     | DREAM CONCERT WORLD IN JAPAN                                     | 日本の旗           | ベルーナドーム                         | [ 注 7 ] |
| 8月      | 11日     | DREAM CONCERT WORLD IN JAPAN                                     | 日本の旗           | ベルーナドーム                         | [ 注 7 ] |
| 8月      | 22日     | 2024 K-WORLD DREAM AWARDS                                        | 大韓民国の旗       | 蚕室室内体育館                         | [ 100 ]  |
| 9月      | 1日      | a-nation 2024                                                    | 日本の旗           | 味の素スタジアム                       | [ 101 ]  |
| 9月      | 7日      | Star Nest Music Festival                                         | 香港の旗           | AXA×WONDERLAND                         | [ 102 ]  |
| 9月      | 8日      | 2024 THE FACT MUSIC AWARDS                                       | 日本の旗           | 京セラドーム大阪                       | [ 103 ]  |
| 10月     | 5日      | 2024 K-Link Festival                                             | 大韓民国の旗       | インスパイア・アリーナ                 | [ 104 ]  |
| 10月     | 6日      | 16th KMF 2024                                                    | 日本の旗           | 横浜アリーナ                           | [ 105 ]  |
| 10月     | 12日     | SBS INKIGAYO LIVE in TOKYO 2024                                  | 日本の旗           | さいたまスーパーアリーナ               | [ 106 ]  |
| 11月17日 | 11月17日 | 2024 KOREA GRAND MUSIC AWARDS                                    | 大韓民国の旗       | インスパイア・アリーナ                 | [ 107 ]  |
| 12月     | 15日     | 2024 MUSIC BANK GLOBAL FESTIVAL in JAPAN                         | 日本の旗           | みずほPayPayドーム福岡                 | [ 108 ]  |
| 12月     | 25日     | 2024 SBS歌謡大祭典                                               | 大韓民国の旗       | インスパイア・アリーナ                 | [ 109 ]  |
| 12月     | 27日     | 2024 Asia Artist Awards                                          | タイ王国の旗       | インパクト・チャレンジャー・ホール     | [ 110 ]  |
| 12月     | 31日     | 2024 MBC歌謡大祭典                                               | 大韓民国の旗       | MBCドリームセンター                    | [ 111 ]  |
| 2025年   |          |                                                                  |                    |                                        |          |
| 1月      | 5日      | 第39回 ゴールデンディスクアワード                                | 日本の旗           | みずほPayPayドーム福岡                 | [ 112 ]  |
| 1月      | 11日     | SMTOWN LIVE 2025 [THE CULTURE, THE FUTURE] in SEOUL              | 大韓民国の旗       | 高尺スカイドーム                       | [ 113 ]  |
| 1月      | 12日     | SMTOWN LIVE 2025 [THE CULTURE, THE FUTURE] in SEOUL              | 大韓民国の旗       | 高尺スカイドーム                       | [ 113 ]  |
| 2月      | 16日     | HANTEO MUSIC AWARDS 2024                                         | 大韓民国の旗       | 奨忠体育館                             | [ 114 ]  |
| 2月      | 22日     | 第1回D Awards                                                    | 大韓民国の旗       | 化汀体育館                             | [ 115 ]  |
| 4月30日  | 4月30日  | ソウル・スプリング・フェスタ開幕式「ソウルワンダーショー」       | 大韓民国の旗       | ソウルワールドカップ競技場             | [ 116 ]  |
| 5月      | 9日      | SMTOWN LIVE 2025 [THE CULTURE, THE FUTURE] in MEXICO CITY        | メキシコの旗       | エスタディオGNPセグロス                | [ 117 ]  |
| 5月      | 11日     | SMTOWN LIVE 2025 [THE CULTURE, THE FUTURE] in L.A.               | アメリカ合衆国の旗 | ディグニティ・ヘルス・スポーツ・パーク | [ 118 ]  |
| 5月      | 28日     | ASIA STAR ENTERTAINER AWARDS 2025 in JAPAN Presented by ZOZOTOWN | 日本の旗           | Kアリーナ横浜                          | [ 119 ]  |
| 6月      | 21日     | 第34回ソウル歌謡大賞                                             | 大韓民国の旗       | インスパイア・アリーナ                 | [ 120 ]  |
| 6月      | 28日     | SMTOWN LIVE 2025 [THE CULTURE, THE FUTURE] in LONDON             | イギリスの旗       | The O2 Arena                           | [ 121 ]  |
| 7月      | 26日     | SBS歌謡大典 Summer                                               | 大韓民国の旗       | キンテックス                           | [ 122 ]  |
| 7月      | 29日     | SUMMER DANCE MUSIC FES.                                          | 日本の旗           | 大阪万博会場内・EXPOアリーナ           | [ 123 ]  |
| 8月      | 9日      | SMTOWN LIVE 2025 [THE CULTURE, THE FUTURE] in TOKYO              | 日本の旗           | 東京ドーム                             | [ 124 ]  |
| 8月      | 10日     | SMTOWN LIVE 2025 [THE CULTURE, THE FUTURE] in TOKYO              | 日本の旗           | 東京ドーム                             | [ 124 ]  |
| 8月      | 21日     | 2025 K WORLD DREAM AWARDS                                        | 大韓民国の旗       | 蚕室室内体育館                         |          |
| 8月      | 31日     | a-nation 2025                                                    | 日本の旗           | 味の素スタジアム                       | [ 125 ]  |

### イベント
2024年
- 「ALLURE K-BEAUTY FAIR in TOKYO」記者発表会（10月12日、都内）[126]
- 日本2ndシングル リリースイベント「Songbird Express」（6月26日、六本木ヒルズアリーナ）[127]
- 日本1stアルバム リリースイベント「NCT WISH WISHFUL Christmas party in DiverCity Tokyo Plaza ～Wishescome true～」（12月23日、ダイバーシティ東京プラザ）[128]

## 受賞歴
2024年
- 第1回ASIA STAR ENTERTAINER AWARDS「新人賞」受賞[88]
- K WORLD DREAM AWARDS「スーパールーキー賞」受賞[100]
- 第7回THE FACT MUSIC AWARDS「ネクストリーダー賞」受賞[103]
- 第1回KOREA GRAND MUSIC AWARDS「ISライジングスター賞」受賞[107]
- 第9回Asia Artist Awards「ポテンシャル賞」受賞[110]

2025年
- 第39回ゴールデンディスク賞「新人賞」受賞[112]
- HANTEO MUSIC AWARDS 2024「今年のルーキー賞」受賞[114][129]
- HANTEO MUSIC AWARDS 2024「ネクスト・ワールドワイド・アーティスト賞」受賞[114][129]
- 第1回 D Awards「今年の新人賞」受賞[115]
- 第1回 D Awards「ディライツ・ブルー・ラベル賞（本賞）」受賞[115]
- 第1回 D Awards「ドリームズ・シルバー・ラベル賞」受賞[115]
- 第34回ソウル歌謡大賞「本賞」受賞[130]
- 第34回ソウル歌謡大賞「ベストグループ賞」受賞[130]

### 音楽番組首位
| 年     | 受賞歴 |
| ------ | --- |
| 2024年 | - WISH（2冠） - 3月12日：SBS M『THE SHOW』 - 3月13日：MBC M『SHOW CHAMPION』 - Songbird（1冠） - 7月10日：MBC M『SHOW CHAMPION』 - Steady（1冠） - 10月4日：KBS2『ミュージックバンク』 |
| 2025年 | - poppop（3冠） - 4月24日：Mnet『M COUNTDOWN』 - 4月25日：KBS2『ミュージックバンク』 - 4月26日：MBC『ショー!音楽中心』 合計：7冠                                                       |